# تاتسويا كاتو
تاتسويا كاتو (加藤達也 كاتو تاتسويا) هو ملحن ياباني ولد في 28 يوليو 1980 في فوناباشي, تشيبا.

## أعماله في الأنمي

### مسلسلات أنمي تلفزيونية
- سبايدر رايدرز (النصف الثاني; بالتعاون مع فوميتاكا أنزاي، نوبوهيكو ناكاياما وتوموماسا يونيدا)
- كامبفر
- فانتوم: ريكوييم فور ذا فانتوم (من الحلقة 12 إلى الحلقة 26 بالتعاون مع هيكارو ناناسي)
- زعيم الشر في المقعد الأخير
- يوميات المستقبل
- ميداكا بوكس
- ميداكا بوكس أبنورمال
- فري!
- فري! Eternal Summer
- NEEDLESS (بالتعاون مع ماسآكي إيزوكا)
- الشمس التي تخترق الأوهام
- هياكّا ريوران SAMURAI GIRLS
- هياكّا ريوران SAMURAI BRIDE
- هورايزون على الحافة
- غينغيتسوني
- السيطرة على العالم: خطة زفيزدا
- بادي كومبليكس
- فيت/كاليد لاينر بريزما إليا
- فيت/كاليد لاينر بريزما إليا زفاي!
- فيت/كاليد لاينر بريزما إليا زفاي هيرتز!
- شوكوغكي نو سوما
- شوكوغكي نو سوما: الطبق الثاني
- شوكوغكي نو سوما: الطبق الثالث
- شوكوغكي نو سوما: الطبق الثالث: قطار توتسوكي
- شوكوغكي نو سوما: الطبق الرابع
- شوكوغكي نو سوما: الطبق الخامس
- اختفاء ناغاتو يوكي-تشان
- ياترمان الليلي
- كوميت لوسيفر
- لاك آند لوجيك
- لاف لايف! سان شاين!!
- أنتقام ماساموني-كن
- ماذا تفعل في نهاية العالم؟ هل انت مشغول؟ هل تستطيع انقاذي؟
- سايوكي RELOAD BLAST
- شوجو كاغيكي رفيو ستارلايت (بالتعاون مع يوشياكي فوجيساوا)
- هانيبادو!
- أنسامبل ستارز!
- دكتور ستون (بالتعاون مع هيرواكي تسوتسومي و YUKI KANESAKA)
- آيدوليش سفن
- آيدوليش سفن Second BEAT!

### أنمي الإنترنت
- آيدوليش سفن Vibrato

### أفلام أنمي
- هاي سبيد! فري! ستارتنغ ديز
- فري! تايمليس ميدلي
- فري! تيك يور ماركز
- فيت/كاليد لاينر بريزما إليا: وعد تحت الثلج (بالتعاون مع تكنوبويز بالكرافت غرين-فند)
- لاف لايف! سان شاين!! ذا سكول آيدول موفي أوفر ذا رينبو

## وصلات خارجية
- تاتسويا كاتو على موقع IMDb (الإنجليزية)
- تاتسويا كاتو على موقع ميوزك برينز (الإنجليزية)
- تاتسويا كاتو على موقع ديسكوغز (الإنجليزية)
- تاتسويا كاتو على موقع قاعدة بيانات الفيلم (الإنجليزية)
- تاتسويا كاتو على موقع ANN person (الإنجليزية)